# Бийск (лодочный мотор)
«Бийск» — марка подвесных лодочных моторов производства АНПМК «Конвейер»(г. Бийск) с 1992 по 1997 годы.
Серийно выпускалась одна модель «Бийск-45М» мощностью 45 лошадиных сил.
«Бийск-45» был и остаётся самым мощным серийным отечественным мотором.
Был изготовлен экспериментальный образец мотора «Бийск-60» (мощностью 60 л. с.).

## Конструктивные особенности
Лодочные моторы «Бийск» построены по классической схеме с вертикальным расположением узлов.
Двигатель — двухтактный карбюраторный двигатель трёхцилиндровый с трехканальной возвратно-петлевой продувкой и всасыванием свежей смеси через автоматические лепестковые клапаны. Каждый цилиндр снабжен своим беспоплавковым карбюратором.
Зажигание рабочей смеси осуществляется от маховичного бесконтактного магнето с электронным управлением искрообразованием и временем накопления энергии в катушке зажигания.
Рабочий объём двигателя мотора «Бийск-45М» составляет 750 см3,
Охлаждение двигателя — принудительное, забортной водой. Для этого в конструкции мотора предусмотрен насос-дозатор (помпа).
Выхлоп отработавших газов осуществляется через ступицу гребного винта в воду (впервые в отечественных моторах).
Запуск двигателя производится электростартером. Предусмотрен также ручной запуск при помощи стартового шнура.
Дейдвудная труба мотора (промежуточный корпус) связывает двигатель и редуктор. С помощью подвески с упругими элементами и двух струбцин мотор закрепляется на транце лодки.
Редуктор мотора «Бийск-45М» конический одноступенчатый реверсивный с возможностью включения свободного хода.
Гребной винт трёхлопастной. Передача вращения от выходного вала редуктора к винту — через демпфер и два срезных штифта, которые являются самым слабым звеном в силовой передаче от двигателя к редуктору. При ударе винта о подводное препятствие штифты переламываются (срезаются) и предохраняют детали мотора от поломки. Для продолжения движения срезанные штифты необходимо заменить.
Управление мотором осуществляется только дистанционно, румпель — отсутствует.
Моторы имеют отдельный бензобак, который можно размещать в любом месте лодки, в качестве топливного бака можно использовать автомобильные канистры. Для этого мотор комплектуется специальным адаптером.
Двигатель закрывается кожухом.
Мотор имеет генератор переменного тока с напряжением 12 В и мощностью 50 Вт для питания ходовых огней лодки и заряда аккумуляторов.

## Потребительские характеристики
Подвесные лодочные моторы «Бийск» — самые мощные среди отечественных. Нашли применение на туристических, прогулочных, патрульных и спасательных лодках — там, где требуется достижение высокой скорости движения.
Общее количество выпущенных моторов было сравнительно небольшим — порядка 4 000 шт.
К положительным качествам мотора «Бийск-45М» можно отнести:
- высокую мощность;
- наличие мощного генератора;
- невысокая цена мотора (примерно вдвое меньше зарубежных моторов аналогичной мощности в годы выпуска);
- масса мотора — 72 кг, одна из самых низких в своем классе;
- унификация многих деталей и узлов мотора с широко распространенным л/м «Вихрь-30».

К основным недостаткам мотора «Бийск-45М» следует отнести:
- слишком большое гидродинамическое сопротивление подводной части;
- отсутствие термостата в системе охлаждения, что не позволяет поддерживать оптимальный тепловой режим двигателя;
- нестандартное крепление гребного винта и как следствие — невозможность использования винтов, выпускаемых зарубежными производителями;
- фиксированный угол опережения зажигания;
- невысокая надёжность кулачковых муфт;
- дефицитность запасных частей.

## Дополнительная информация
- http://www.biysk45.chat.ru/
- http://motolodka.ru/personal/Toto/
- http://forum.motolodka.ru/list.php?f=5